# Kruis Dienstonderscheiding voor 25 Jaar Dienst als Officier
Het Kruis Dienstonderscheiding voor 25 Jaar Dienst als Officier (Duits: Dienstauszeichnung Kreuz für 25 Dienstjahre der Offiziere) was een onderscheiding van het hertogdom Saksen-Meiningen. Het verguld bronzen kruis werd tussen 1852 en 1867 uitgereikt. In 1867 werd het kleine Saksen-Meiningen gedwongen om een militair verdrag met Pruisen te sluiten en het eigen legertje op te geven. De regerende hertog en de hertogin waren erekolonel of Einhaber van de infanterieregimenten Nr. 32 en Nr. 95. Daarin zag men veel van hun dienstplichtige of beroepshalve dienende onderdanen.
Het kruis werd door Bernhard II van Saksen-Meiningen ingesteld. Het was deel van de Dienstauszeichnung, een in Duitsland gebruikelijke reeks samenhangende onderscheidingen voor jubilerende en verdienstelijke beambten en militairen. Voor de zilveren jubilea van de officieren was er in Saksen-Meiningen dit kruis, de lagere rangen werden al na 8 en 16 jaar, van 1866 tot 1888 voor 9 en 15 jaar en tussen 1888 en 1913 in het leger en in het Feld-Jäger-Korps van Saksen-Meiningen voor 21, 15 en 9 jaar dienst gedecoreerd.  
Men droeg het Kruis pattée aan een ring door een lint op de linkerborst. Alle andere dienstonderscheidingen van Saksen-Meiningen kregen de vorm van een op de borst gedragen "schnalle". Dat is een typisch Duits versiersel in de vorm van een stukje lint met daarop een gesp. Op de voorzijde staat het gekroonde monogram "l"in Gotisch schrift. Op de keerzijde staat het Romeinse getal "XXV". 